# نخلک اره‌ای
نخلک اره‌ای (نام علمی: Serenoa repens) (نام علمی: Serenoa serrulata) نام یک گونه از تیره نخل است. این گیاه بومی جنوب‌شرقی ایالات متحده امریکا است.
عصاره سابال یا سائوپالمتو به مدت طولانی به عنوان یک درمان سنتی برای مشکلات مختلف سلامتی از جمله مشکلات ادراری و پروستات استفاده می‌شود. با این حال، ارتباط آن را درمان ریزش مو زمانی آشکار شد که محققان متوجه شدند که ممکن است تولید دی هیدروتستوسترون (DHT)، هورمونی مرتبط با آلوپسی آندروژنیک را مهار کند. DHT محصول جانبی تولیدی از تستوسترون است و توسط آنزیمی به نام 5-آلفا ردوکتاز مشتق شده است و اعتقاد بر این است که یکی از عوامل اصلی مو در افراد دارای استعداد ژنتیکی است.